# Hoàng Văn Huây
Hoàng Văn Huây (sinh ngày 10 tháng 6 năm 1943) là Giáo sư, Tiến sỹ Khoa học và chính khách Việt Nam. Ông nguyên là Thứ trưởng Bộ Khoa học, Công nghệ và Môi trường (nay là Bộ Khoa học và Công nghệ).
Chủ tịch Hiệp hội Blockchain Việt Nam (Đương nhiệm)

## Sự nghiệp
- Năm 1961 - 1966: Ông được Nhà nước cử sang Cộng hòa Nhân dân Trung Hoa, học tập ở trường Đại học Hoa Nam.
- Năm 1966 - 1971: Ông giảng dạy tại Trường Đại học Tổng hợp Hà Nội.
- Năm 1972 - 1975: Ông sang Cộng hòa Dân chủ Đức tu nghiệp, làm luận án tiến sỹ.
- Năm 1976 - 1982: Ông trở thành Chủ nhiệm Bộ môn tại khoa Sinh học, Trường Đại học Tổng hợp Hà Nội.
- Năm 1983 - 1987: Ông làm thực tập sinh cao cấp, bảo vệ Luận án Tiến sỹ Khoa học tại Cộng hòa Dân chủ Đức.

## Con đường chính trị
Từ năm 1988 - 1998: Ông công tác tại Ban Khoa giáo Trung Ương Đảng (nay là Ban Tuyên giáo Trung Ương Đảng), được bổ nhiệm chức vụ Phó Vụ trưởng Vụ Khoa học tự nhiên, Công nghệ và Môi trường (1990), rồi Vụ trưởng Vụ Khoa học tự nhiên, Công nghệ và Môi trường (1992), đồng thời giữ chức Phó Bí thư Đảng ủy Ban Khoa giáo Trung ương Đảng Cộng sản Việt Nam (1993).
Năm 1998, ông được bổ nhiệm làm Thứ trưởng, ủy viên Ban cán sự Đảng Bộ Khoa học, Công nghệ và Môi trường (nay là Bộ Khoa học và Công nghệ).

## Những chức vụ kiêm nhiệm
Tại Hội hữu nghị Việt Đức, ông giữ chức vụ Chủ tịch Hội từ 1998 - 2012 và Phó Chủ tịch thường trực từ 2013 đến nay.
Ông là Chủ tịch Hiệp hội Blockchain Việt Nam (2022-2027)
Ông là Chủ tịch Ủy ban Quốc gia chương trình Con người và sinh quyển Việt Nam (1999 - 2004).
Ông đồng thời làm Phó Chủ tịch Ủy ban Quốc gia UNESCO Việt Nam (1999 - 2004) và Phó Chủ tịch Ủy ban Vũ trụ Quốc gia Việt Nam (1999 - 2004).

## Đóng góp
Trong suốt sự nghiệp nghiên cứu và quản lý nhà nước, ông đã đóng góp nhiều công trình khoa học và chủ trì nhiều dự án có ý nghĩa:
1. Phương trình Hoàng V. H về hấp phụ đẳng nhiệt anion (Cộng hòa Dân chủ Đức)y = n√x + b
2. Nghiên cứu về chất độc hóa học của Hoa Kỳ dùng trong chiến tranh Việt Nam.[4]
3. Chủ trì Đề án Lựa chọn Công nghệ Điện hạt nhân cho nhà máy điện hạt nhân đầu tiên ở Việt Nam.[5]
4. Chủ nhiệm Chương trình quốc gia về ứng dụng công nghệ tiên tiến để sản xuất sản phẩm chủ lực ở Việt Nam.[6]

## Vinh danh
Ông được Nhà nước Việt Nam tặng thưởng Huân chương Lao động hạng Ba, hạng Nhì và hạng Nhất; Huy chương chống Mỹ cứu nước hạng Ba.
Ông được Cộng hòa liên bang Đức tặng Huân chương công trạng lớn.